# Comair-Flug 3272
Der Comair-Flug 3272 war ein Linienflug von Cincinnati nach Detroit, der am 9. Januar 1997 mit dem Absturz einer Embraer EMB 120 beim Landeanflug auf den Flughafen Detroit endete.

## Verlauf
Die Maschine startete um 14:53 Uhr zum Flug 3272 vom Flughafen Cincinnati. Nach knapp einer Stunde Flugzeit begannen die Piloten mit dem Anflug auf den Flughafen Detroit. Der Fluglotse wies die Piloten an, auf 4000 Fuß zu sinken und nach rechts auf Kurs 180 zu gehen. Etwa 45 Sekunden später sollten die Piloten nach links auf Kurs 090 gehen, um auf den Gleitpfad zu gelangen. Bei dieser Kurve kam es zum Strömungsabriss und die Piloten verloren die Kontrolle über das Flugzeug, das dann auf ein Feld bei Monroe (Michigan) stürzte. Alle 29 Personen an Bord starben.

## Unfallursache
Das National Transportation Safety Board fand heraus, dass das Flugzeug vereist war, da das Enteisungssystem nicht effektiv genug war. Auch stellte man fest, dass die Piloten unter die zulässige Mindestgeschwindigkeit für vereiste Tragflächen gegangen waren und so den Strömungsabriss auslösten.

## Medien
Auf der Suche nach Antworten ("Deadly Myth"). Mayday – Alarm im Cockpit Staffel 17, Folge 2.

## Vergleichbare Ereignisse
- Aero-Trasporti-Italiani-Flug 460 am 15. Oktober 1987 mit einer ATR 42-300.
- American-Eagle-Flug 4184  am 31. Oktober 1994 mit einer ATR 72-200.
- TransAsia-Airways-Flug 791 am 21. Dezember 2002 mit einer ATR 72-200.
- Aerocaribbean-Flug 883 am 4. November 2010 mit einer ATR 72-200.